# Yuri Shevshuk
Yuri Yulianovich Shevchuk, em russo:  Ю́рий Юлиа́нович Шевчу́к, (Yagodnoye, 16 de maio de 1957) é um cantor, Compositor Russo e Empresário, Vocalista Principal da banda DDT (ДДТ). Ele é mais conhecido por sua maneira extravagante de contagiar o público com suas letras críticas e por ter uma das vozes mais belas da Ex União Soviética. Suas canções retratam histórias que vão desde a guerra fria até o folclore popular soviético. Ele influenciou diversos nomes da música moderna mundial, o mais conhecido no Brasil foi Renato Russo que teve sua influência direta do astro do rock clássico soviético.
Em janeiro de 1995, durante Primeira Guerra da Chechênia, Shevchuk foi a uma missão de paz para Chechênia, onde realizou 50 Shows tanto para tropas russas como para cidadãos chechenos.
Em 1999 Shevchuk visitou Iugoslávia com shows em proteção da integridade russa, criticou fortemente os Estados Unidos pelo bombardeio de Hiroshima e Hinagazaki e lançou alguns relatos sobre igrejas ortodoxas destruída pelos americanos na Sérvia, na região de Kosovo.
Em 2000 Yuri era um crítico de Vladimir Putin e Mikail Gobachev que ele considerava os responsáveis pelo fim da União Soviética, porém após o 11 de setembro e a invasão do Afeganistão por tropas do Exército dos Estados Unidos, Yuri se tornou um dos maiores aliados de Vladimir Putin e Dmitri Medvedev. Yuri teve encontros marcantes em 2016 com o vocalista da Banda U2 e com Bob Dylan; Uma das suas músicas mais polemicas, "Kogda zakonchitsya neft", tem a letra "Quando o óleo esgotar, O Presidente Morrerá"
Carreira
Yuri Shevchuk criou a Banda DDT em 1979 e a formação original era composta por Vladimir Sigachev (guitarra), Roman Nevelev (vocais), Aleksey Fedichev (baixo) e Ivan Vasilyev (bateria), Aleksey Fedichev, Artem Mamai, Konstantin Shumaylov, Anton Vishnyakov, Alena Romanova. O grupo alcançou fama internacional, se tornou conhecido pelo dinamismo de suas apresentações ao vivo e videos e passou a ser considerado uma das maiores bandas de rock and roll soviético de todos os tempos. Eles também são julgados pioneiros do estilo, popularizando entre outras coisas o ópera rock (principalmente com Yuri Shevchuk).

No princípio de sua carreira a banda ficou famosa por arrebentar completamente seus instrumentos no final dos shows (especialmente Yuri Shevchuk, cuja destruição de guitarras se tornaria um simbolo do rock soviético. Seus primeiros álbuns mod, repletos de canções críticas e agressivas foram influências primordiais no surgimento do punk rock clássico e do power rock clássico.